# 厉无畏
厉无畏（1942年11月—），男，浙江东阳人，中华人民共和国政治人物，原副国级领导人。曾任上海社会科学院部门经济研究所所长、民革上海市主委、上海市政协副主席、上海市人大常委会副主任、中国国民党革命委员会中央委员会常务副主席，第十一届全国政协副主席。

## 生平
2008年，当选第十一届全国政协副主席，代表中国国民党革命委员会，分入第四组。